# Pulilu
Pulilu era una entidad política prehispánica centrada en Polillo, Quezon y fue mencionado en el diccionario geográfico chino Zhufan zhi 諸蕃志 (1225) . Se describe como políticamente conectado a la nación de Sandao "三嶋" en los Calamianes, que a su vez era un estado vasallo del país más grande de Ma-i  "麻逸" centrado en Mindoro. Se registró que su gente era guerrera y propensa al saqueo y al conflicto. En esta zona, el mar está lleno de arrecifes de coral, que tienen superficies onduladas que se asemejan a troncos de árboles en descomposición o hojas de afeitar. Los barcos que pasan por los arrecifes deben estar preparados para hacer maniobras agudas para evitarlos porque son más cortantes que espadas y alabardas. El coral rojo y el coral langgan azul también se producen aquí, sin embargo, son bastante difíciles de encontrar. También es similar a la nación de Sandao en las costumbres locales y productos comerciales. La principal exportación de esta pequeña entidad política son los corales raros.